# Larousse Gastronomique
Larousse Gastronomique (произнасяно [la.ʁus ɡas.tʁɔ.nɔ.mik] – Ларус Гастрономик) е енциклопедия на гастрономията. По-голямата част от книгата е за френската кухня и съдържа рецепти за френски ястия и техники за готвене. Първото издание включва само няколко нефренски ястия и съставки. По-късните издания включват много повече. Първоначално книгата е публикувана от Éditions Larousse в Париж през 1938 г. Впоследствие книгата е преведена на 8 езика.
Третото английско издание от 2001 г. е обновено и съдържа допълнителни материали за кухните на други страни по света, а броят страници е 1350. Изданието е достъпно и в съкратен вид (2003 г.). Ново, обновено и коригирано издание е публикувано на 13 октомври 2009 г. от издателството „Hamlyn“ във Великобритания.